# Архитектура индустријске револуције
Тврдило се да је архитектура 19. века лишена сваког стила што је неправедно и хисторизам и архитектуру инжењерска дела индустријске револуције треба посматрати упоредо са историзмом.

## Индустријска револуција у градитељству
Након феудализма у Европи, у деветнаестом веку власт преузима грађанство и уместо краљевина и царстава настају републике. Та промена се није догодила одједном, него је плод низа побуна и револуција које су често ликовни уметници узимали за тему својих дела препуних симболике. Но уз те друштвене промене, догодила се у привреди још већа промена коју називамо индустријском револуцијом. Новина је то што мишићну, људску и животињску снагу замењује енергија коју производи парна машина, а занатску и мануфактурну производњу замењује фабричка механизована. То је још један искорак човека у ослобођењу од зависности од природе јер је парна машина могла радити непрекидно, производивши неупоредиво моћнију енергију. Подигнути су камени те челични мостови, и наговестили још једну важну новост, а то је епоха челичних конструкција. Развој индустријских градова прати и хаос у урбанизму. Просто се фабрикују нове грађевине, нове градске четврти и нови трабанти у градовима који се шире, постају све више и више негосподарствени. Великим фабрикама требало је много радне снаге што је привукло масу становника из села у град и градови су се ширили неверојатном брзином. Поред жељезничких станица градиле су се фабрике тако је у градове продрла бука, загађивање димом уз све веће количине смога, отпада и загађења околине.

## Нове конструкције
19. век обележава и истакнута подвојеност архитектуре у начину пројектовања и обликовања грађевине; историзма и новог функционалног индустријске архитектуре.
Градске стамбене вишеспратнице градили су се опеком, а затим се прочеље малтером и штуком обликовало у стилу некога прошлог раздобља: романике, готике, ренесансе, барока ... Такав стил, који уместо савремена израза, преузима облике из пређашњих стилских раздобља називамо историзам (неостилови). Те зграде, као у сценографији, желе дочарати неко прошло време па их називамо и кулисим фасадама. Понекад би настала таква збрка у градњи да је иста зграда могал на прочељу имати више различитих стилова из различитих раздобља што је познато као еклектицизам.
Насупрот томе, индустријска архитектура је било савремено и усмерено будућности, те можемо рећи да је 19. век - доба челичних конструкција и монтажне градње и показују одушевљење за архитектуру која је очарана машинама. У Енглеској су прве мостове од метала су постављали већ у 18. веку а у 19. веку се јављају чак и гвоздени мостови шта више на ланцима или металној ужади (нпр. Мост у Авону- Енглеска, с распоном од 214 m1).
Но прави је замах и врхунац новог индустријског начина градње достигнут када се почело користити челик у монтажној градњи. Под монтажном градњом у 19. веку подразумевамо производњу делова од ливеног гвожђа или челика индустријским парним машинама у фабрикама (брзо, јефтино и у великим количинама), превоз на градилиште (брзим жељезницама на пару) и њихово повезивање нитнама или вијцима у „костурну“ конструкцију грађевине. Делови тих конструкција се протежу, као чудо математике, пратећи смерове терета, стварајући утисак као да је преостао само костур некадашњих „тела“ зграда.

## Слобода нове архитектуре
Најприје су само индустријске гарђевине (погони и складишта, мостови, жељезничке станице...) рађене овом методом, али је неколико пројеката обележило ово раздобље и постало симболима индустријске епохе: Кристална палата у Лондону (1851), Ајфелова кула и Галерија машина у Паризу (1889).
Прва светска изложба у Лондону 1851. била је повод да се покаже какве су неслућене могућности металних конструкција и стакла. Па је у ту сврху саграђена огромна грађевина металног скелета и стакленог омотача као јединствени простор за целу изложбу. Имала је галерије на два спрата и покривала је површину од 70.000 m². Због дотад невиђене светлости што су је пропуштали стаклени зидови и сводови, те одраза светлости у стакленим површинама споља, названа је Кристалном палатом. Та је изложбена грађевина служила само шест месеци, затим је растављена и следеће године опет састављена на другом месту.
Већ на Светској изложби у Паризу 1889. инжењер Гистав Ајфел је челичном конструкцијом високом 300 метара, што је по њему добила име Ајфелова кула, показао како због предности чврстих а лаких грађевинских елемената, нова архитектура може достићи дотад невиђену висину. Кула је имала две терасе као видиковце и још један изум тога времена – лифт. Касније ће послужити као највиша антена радио одашиљача, а дуго ће бити и највишом грађевином на свету. Данас је симбол техничких могућности металних конструкција, али и пример отмености и склада што га је могуће постићи креативном применом нове методе градње.
Галерија машина, у којој су били изложени најновије фабричке машине на истој изложби, имала је дотад највећи распон свода од 110 m1. То је било могуће захваљујући широком сплету металних греда и шипки на врху лука који се сужава према тлу и на крају се све силе сабирају у једној јединој тачки у поду; и то постављене на покретним ваљцима како би се зграда могла ширити на топлоти и сужавати на хладноћи без страха од пуцања.
Тако су пројектанти челичних конструкција увели и потпуно ново схватање лепоте: отменост и лакоћу металног ткива грађевине, смело повлачење у висину и ширину, светлост и прозрачност.
Примена челика напослетку је захватила и стамбену градњу, а врхунац је облакодер (енгл. sky-scraper) који ће се до краја развити у 20. веку као симбол модерног доба, као катедрале у готици или двор у бароку.
Највише грађевине једноставног „скелета“ од метала с великим стакленим прозорима који „истискују“ зидове ницале су у индустријски снажном Чикагу. Административне зграде или робне куће, назване су према намени или власницима (нпр. „Reliance Building“ са 13 спратова, или „Carson, Pirie & Scott“ дело архитекта Луј Саливена ). Саливен први гради велике стаклене површине на много- спратним грађевинама слободних основа. Ту архитектуру која одише једноставношћу и поседује „поливалентност“ или „универзалност простора“ зовемо "Чикашка школа".